# Боровик Віталій Гаврилович
Віта́лій Гаври́лович Борови́к (* 18 жовтня (30 жовтня за новим стилем) 1864, Ніжин, нині Чернігівської області — † 28 грудня 1937, Одеса) — український публіцист, поет, перекладач. Справжнє прізвище — Боровико́в. Також підписував твори криптонімами — В. Б.; В. Б-к. Жертва Сталінських репресій.

## Життєпис
У 1876—1880 роках навчався в Острозькій прогімназії. Далі, у 1880—1884 роках, навчався в Ніжинській гімназії.
1889 року закінчив природниче відділення фізико-математичного факультету Київського університету. Під час навчання в університеті належав до літературного гуртка «Плеяда». У ньому Леся Українка залучила Віталія Боровика до створення бібліотеки перекладів зі світової літератури.
1891 року став одним із фундаторів Братства тарасівців. Входив до складу одеської «Громади».
Був дрібним урядовцем у Полтавській, Херсонській, Таврійській і Волинській губерніях. 1899 року Боровика ув'язнили як «політично неблагонадійного».
Після революційних подій 1917 року працював у сільськогосподарських установах Одеси. 1919 року був одним з ініціаторів створення української державної бібліотеки в Одесі.

### Арешт і розстріл
Заарештований органами НКВС. Розстріляний 28 грудня 1937 року.

## Творчість

Віталій Боровик

Автор публіцистичних творів «Вісті з Волині» (1889), «З України: Мужицький рай у Росії» (1893) та ін. Публіцистичні твори та переклади вміщував у львівських журналах «Правда», «Дзвінок», «Літературно-науковий вісник».
Вірші Боровика «Мати-українка» та «До сина» вміщено в антології «Акорди» (1903).
Займався фольклористикою. Збирав матеріали для тлумачного словника української мови (картотека налічувала понад 300 тисяч реєстрових статей).
Підтримував дружні стосунки з Михайлом Коцюбинським, Лесею Українкою, Василем Стефаником, Григорієм Мачтетом. Автор спогадів про Михайла Коцюбинського, які опубліковано 1928 року в Одесі в № 38 журналу «Театр. Клуб. Кіно».

## Родина
Старший син Віталія Боровика був чоловіком академіка Надії Пучківської. Донька Галина Віталіївна Боровик-Гловацька — актриса.

## Вшанування пам'яті
У Ніжині та Одесі існує вулиця Віталія Боровика.